# Zwartwitte tijmmot
De zwartwitte tijmmot (Pyrausta cingulata) is een vlinder uit de familie van de grasmotten (Crambidae). De wetenschappelijke naam van deze soort is voor het eerst voorgesteld als Phalaena (Geometra) cingulata door Carl Linnaeus in een publicatie uit 1758. De spanwijdte van dit vlindertje bedraagt tussen de 14 en 18 millimeter.

## Verspreiding
De soort komt in vrijwel geheel Europa voor met uitzondering van IJsland, Noorwegen en Portugal. Verder komt de zwartwitte tijmmot in Georgië voor.
In Nederland en België is de soort zeer zeldzaam en mogelijk uitgestorven.

## Biologie
De rups leeft op verschillende soorten van de lipbloemenfamilie (Lamiaceae) waaronder Salvia pratensis, Thymus serpyllum, Thymus praecox. De vliegtijd is van mei tot en met augustus.